# 공부의 제왕
《공부의 제왕》은 문화방송의 프로그램이다. 공부의 제왕은 예능 프로그램에 속하지만 대한민국의 학생을 위한 공부법을 알려주고, 성적이 오르지 않은 이에게 도움을 주기 위한 프로그램이다. 본 프로그램은 매달 새로운 학생을 뽑아, 그 학생들에게 공부의 비법과 공부를 전수해주는 프로그램이었다. 하지만 시청률 저하로 2008년 2월 23일 종영되었으며, 《명랑 히어로》가 그 후속 프로그램이 되었다.

## 프로그램 진행
- 이윤석
- 김장훈
- 강수정
- 강성태 : 공신의 최고 운영자.

## 출연 학생

### 1기
- 장건희
- 정달
- 최준호

### 2기
- 박태준
- 신동국
- 이규봉

### 3기
- 남윤규
- 김경호
- 채성민

## 결방

### 2007년
- 12월 1일 : 창사특집 방송으로 인한 결방

### 2008년
- 2월 9일 : 설 연휴 기간으로 인한 결방

## 같이 보기
- 코넬식 노트필기
- 이장희
- 서울대학교

## 동일 소재 프로그램
- 공부가 머니? (2019년)